# 青瓷

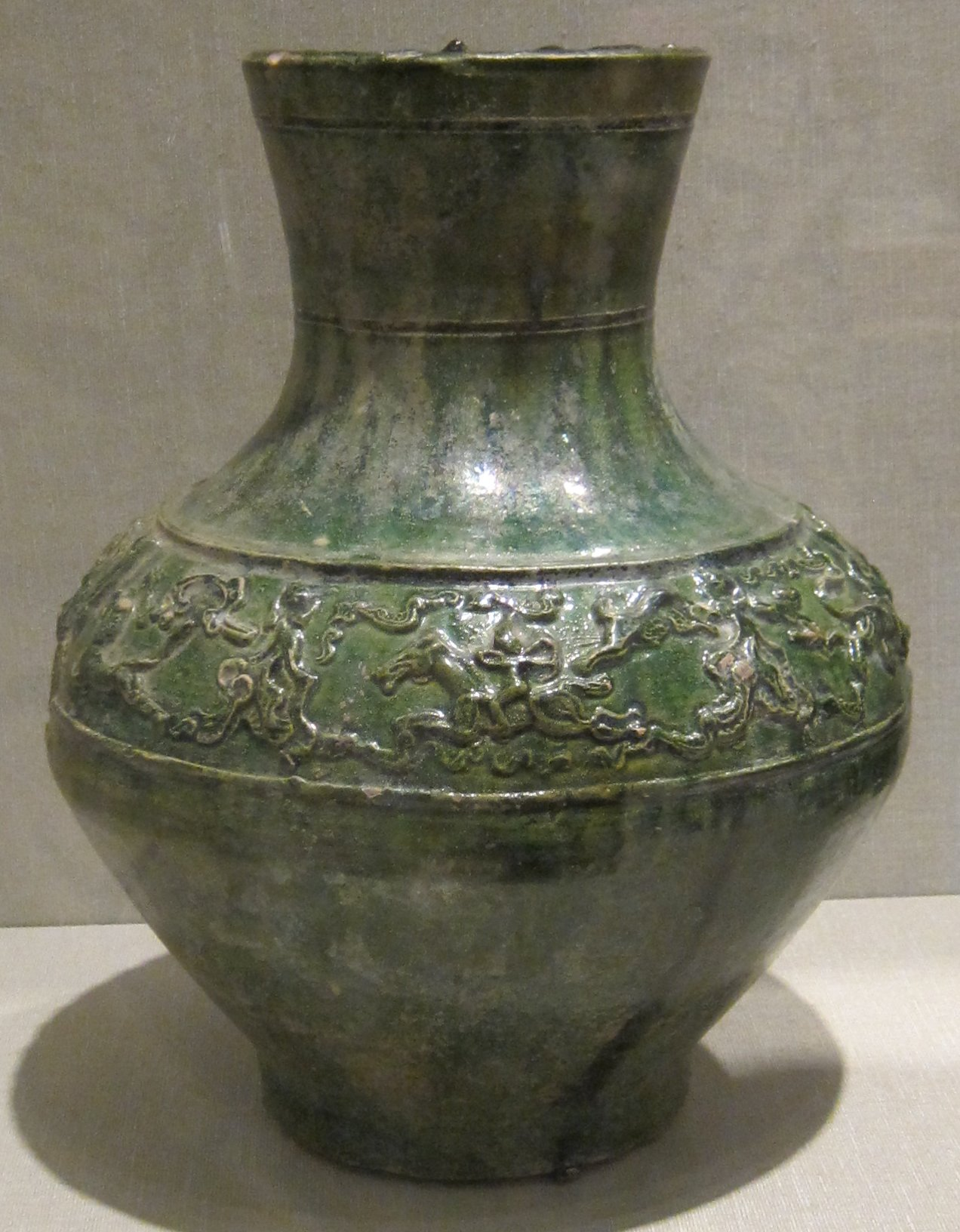
綠釉騎馬人物紋壺 漢朝出土

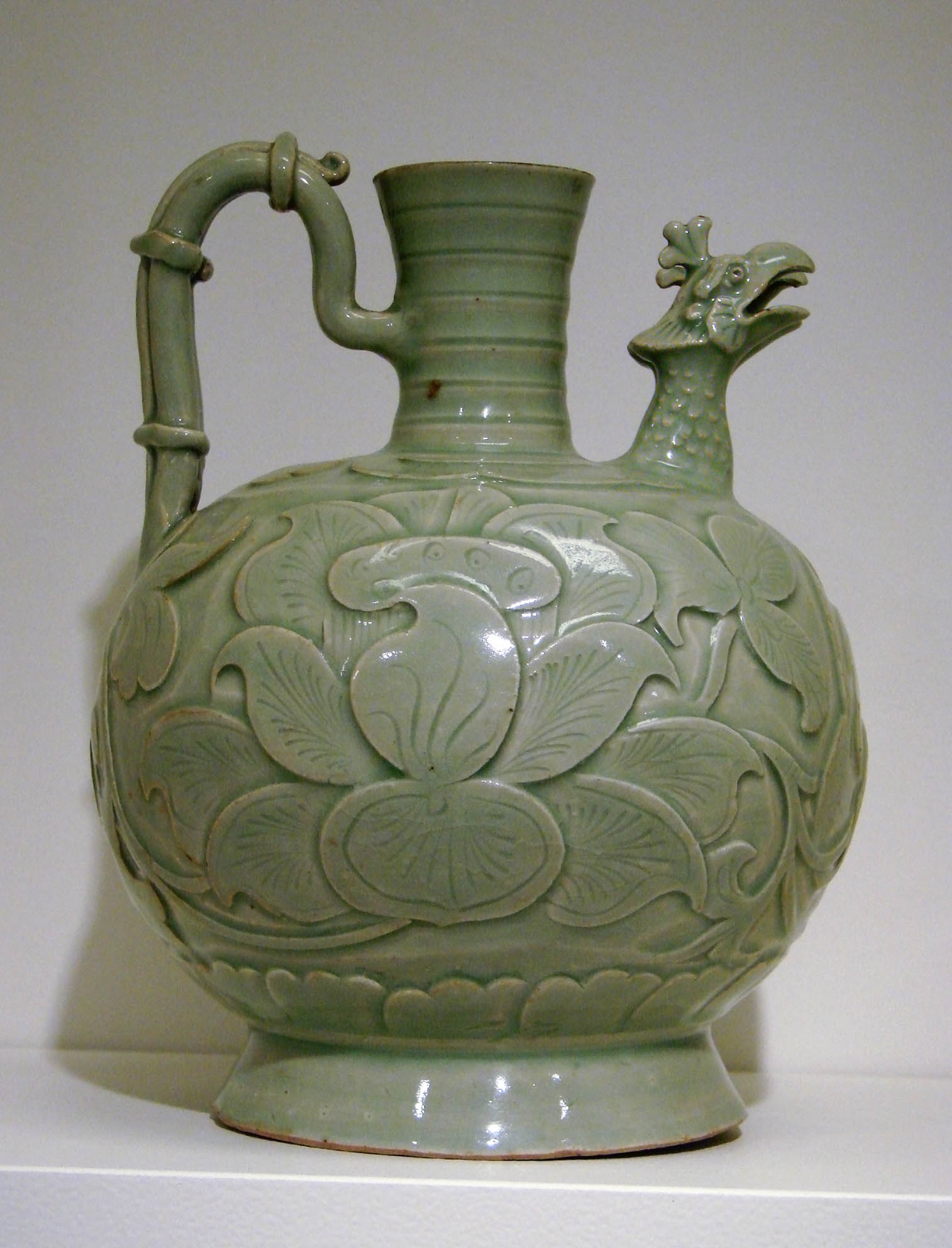
10世紀晚期宋朝（960年-1279年）灰砂岩青瓷釉执壶；壺嘴形若鳳首。

青瓷是表面施有青色釉的瓷器。青瓷色调的形成，主要是胎釉中含有一定量的氧化铁，在还原焰气氛中焙烧所致。但是有些青瓷因為含铁量不純化，还原气氛並不充足，色调便會呈现黄色或者黄褐色。独特的灰绿色青瓷釉是釉胎在烧结中从三氧化二铁转换成一氧化铁的氧化铁化合物转换的结果。

## 歷史
青瓷在西方亦有用于描述灰绿色。有觀點認為，青瓷在商周時期就已出現。王仲殊（1982年）声称，这类的陶瓷釉碎片从浙江省一处东汉（25年-220年）古墓挖掘出土；此类型陶瓷到了三国（220年-265年）已经家喻户晓。学者理查德·杜瓦（2002年）則不同意王仲殊的分类，指出真正的青瓷烧制技术──炉温至少需要1,260°C（2,300°F），匠人一般偏好炉温范围为1,285°到1,305°C（2345°到2381°F），并且经过降火过程──直至北宋（960年-1127年）初期才被发明。
学者奈杰尔·伍德（Nigel Wood，1999年）指出，最早在北宋时期製造出的龙泉青瓷器皿，有著青、蓝绿及橄榄绿色釉，并且含有大量硅与碱的成分，在后来脱离了粗陶器的窠臼而造就了景德瓷与德化白瓷的辉煌。

## 圖集

上海博物馆藏汝窑青瓷
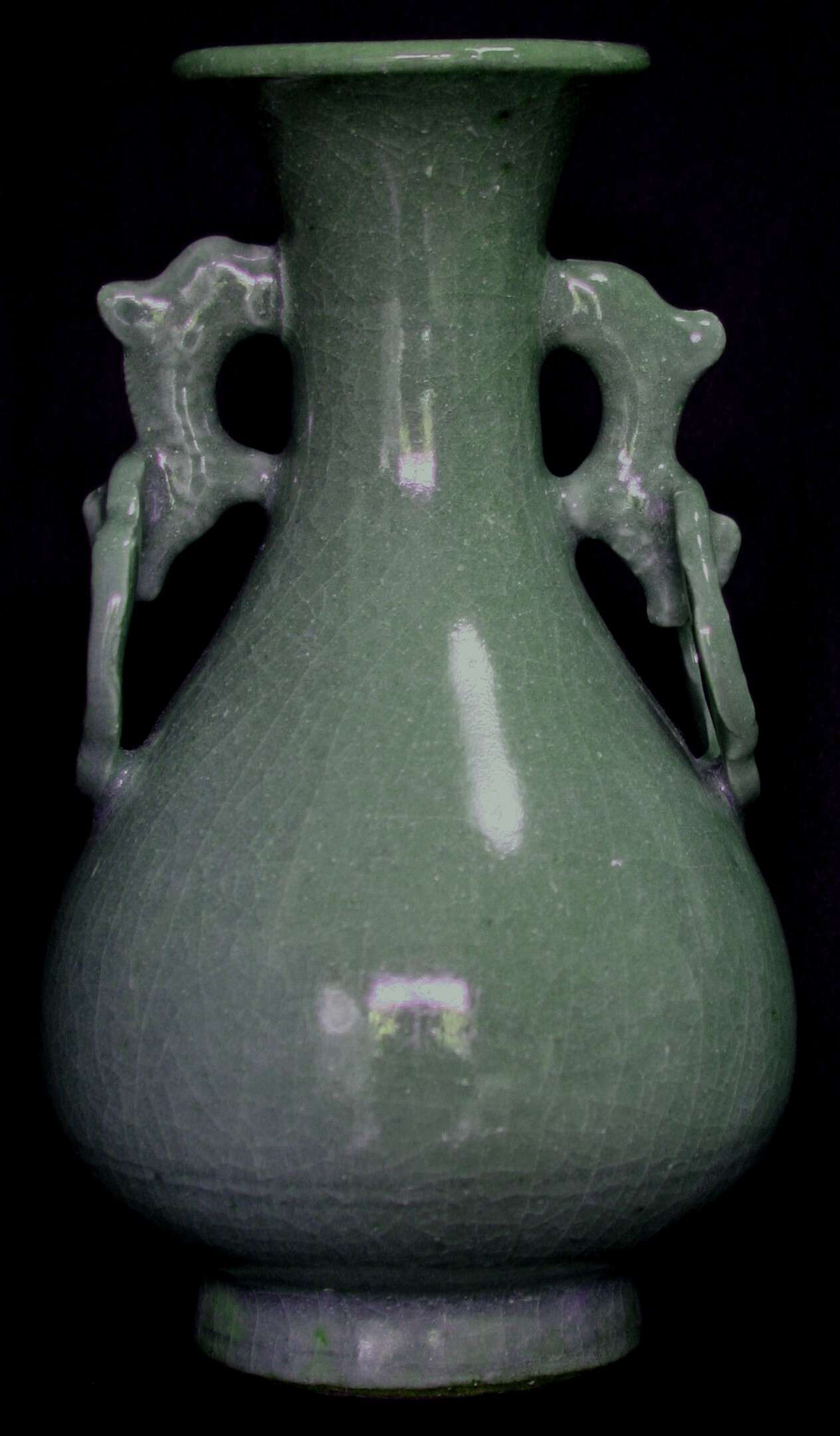
宋代青瓷
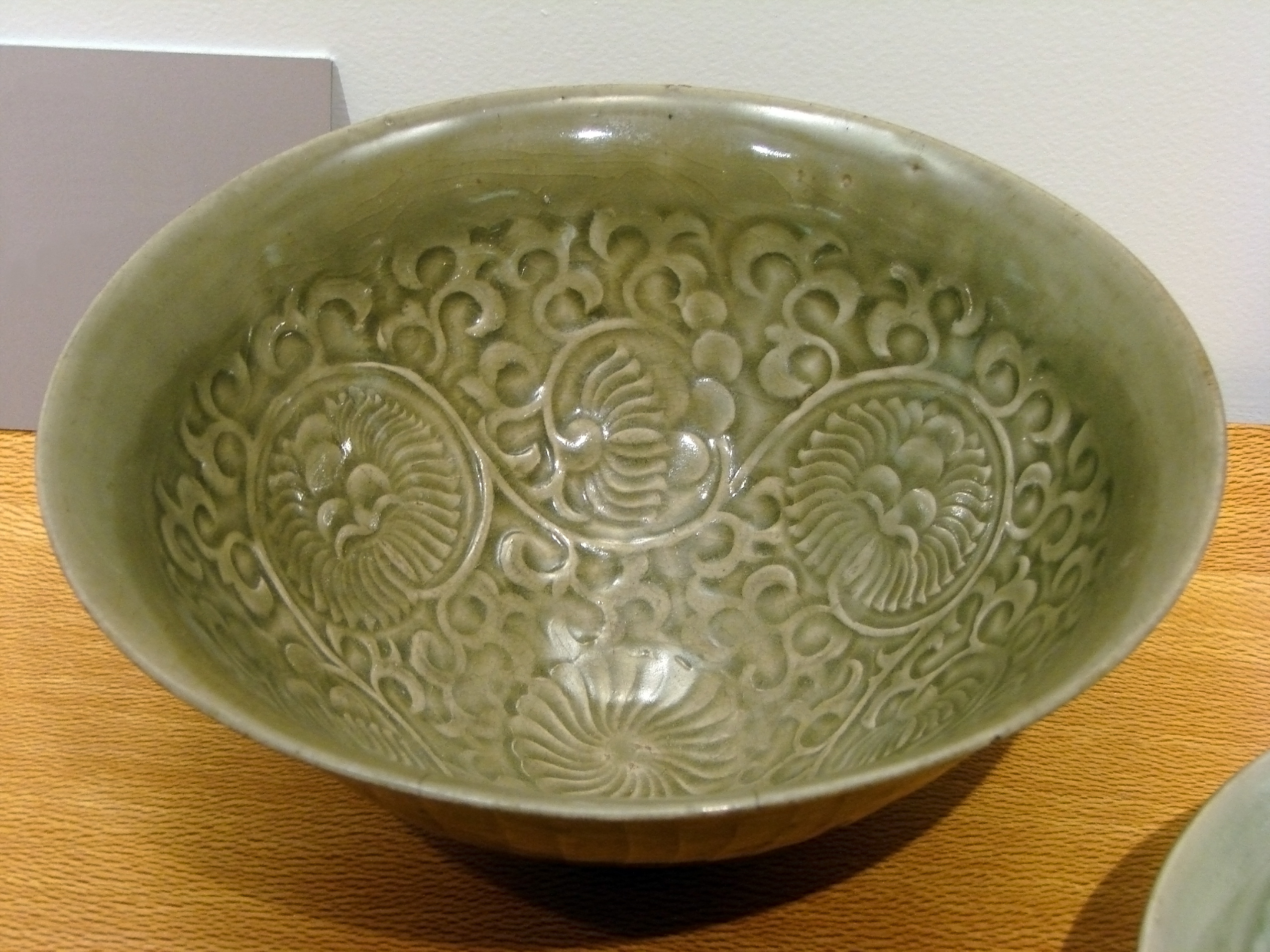
宋代青瓷
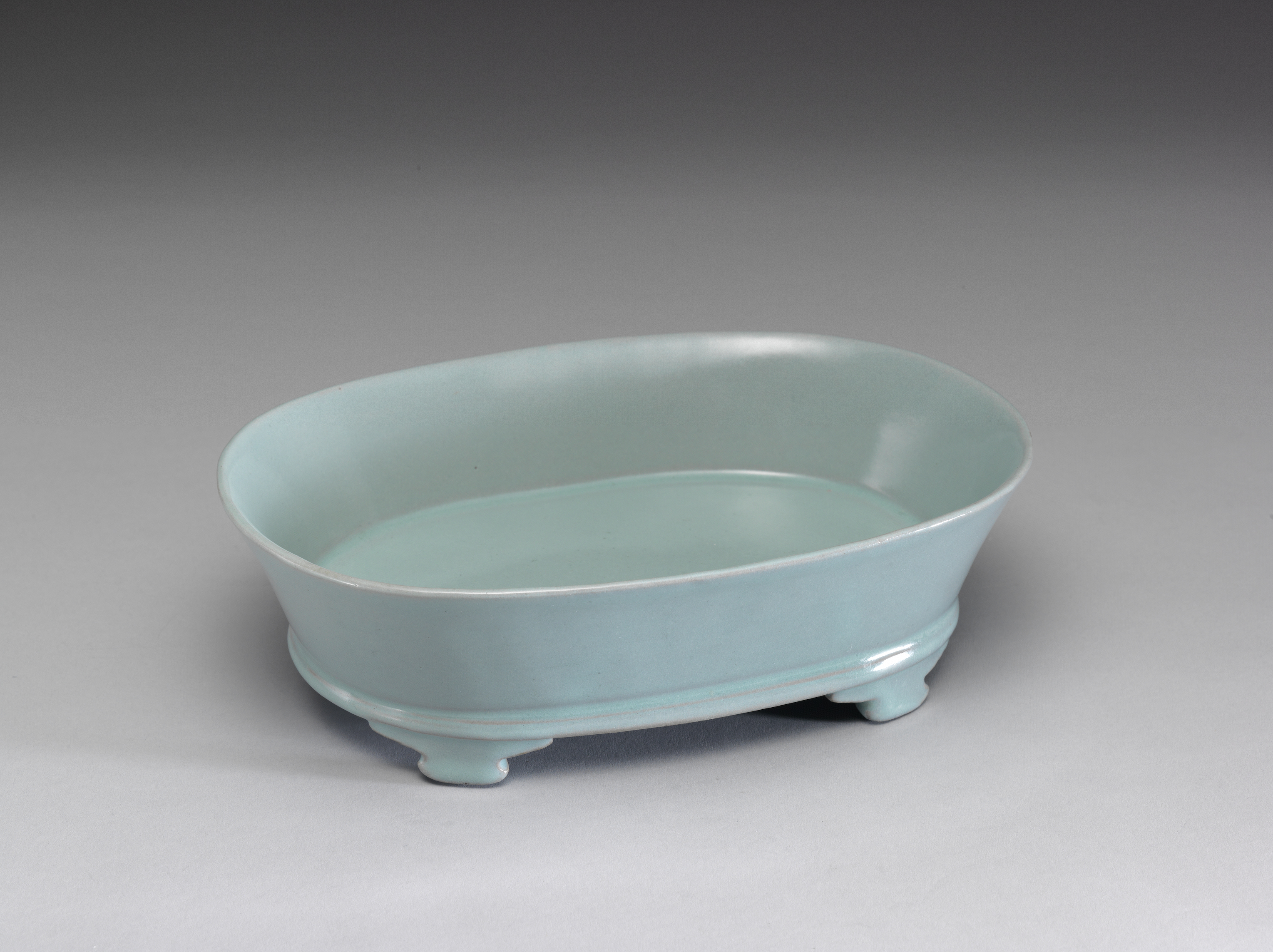
台北國立故宮博物院藏北宋汝窯青瓷無紋水仙盆
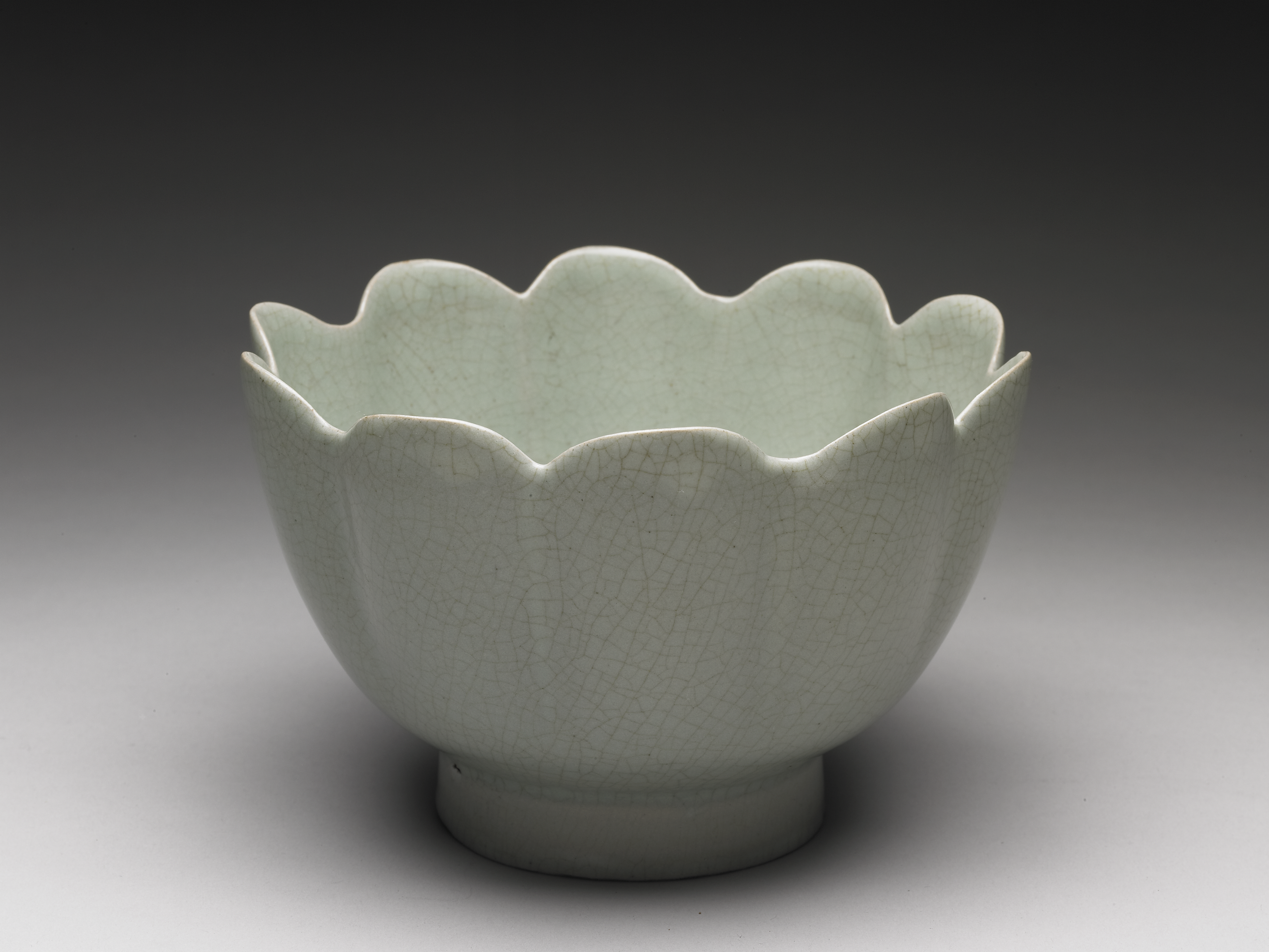
台北國立故宮博物院藏北宋汝窯青瓷蓮花式溫碗
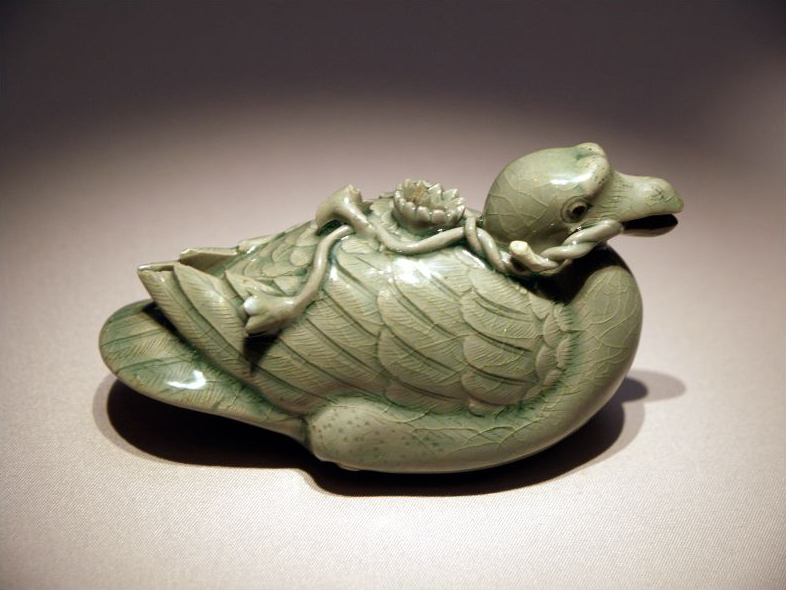
高丽青瓷
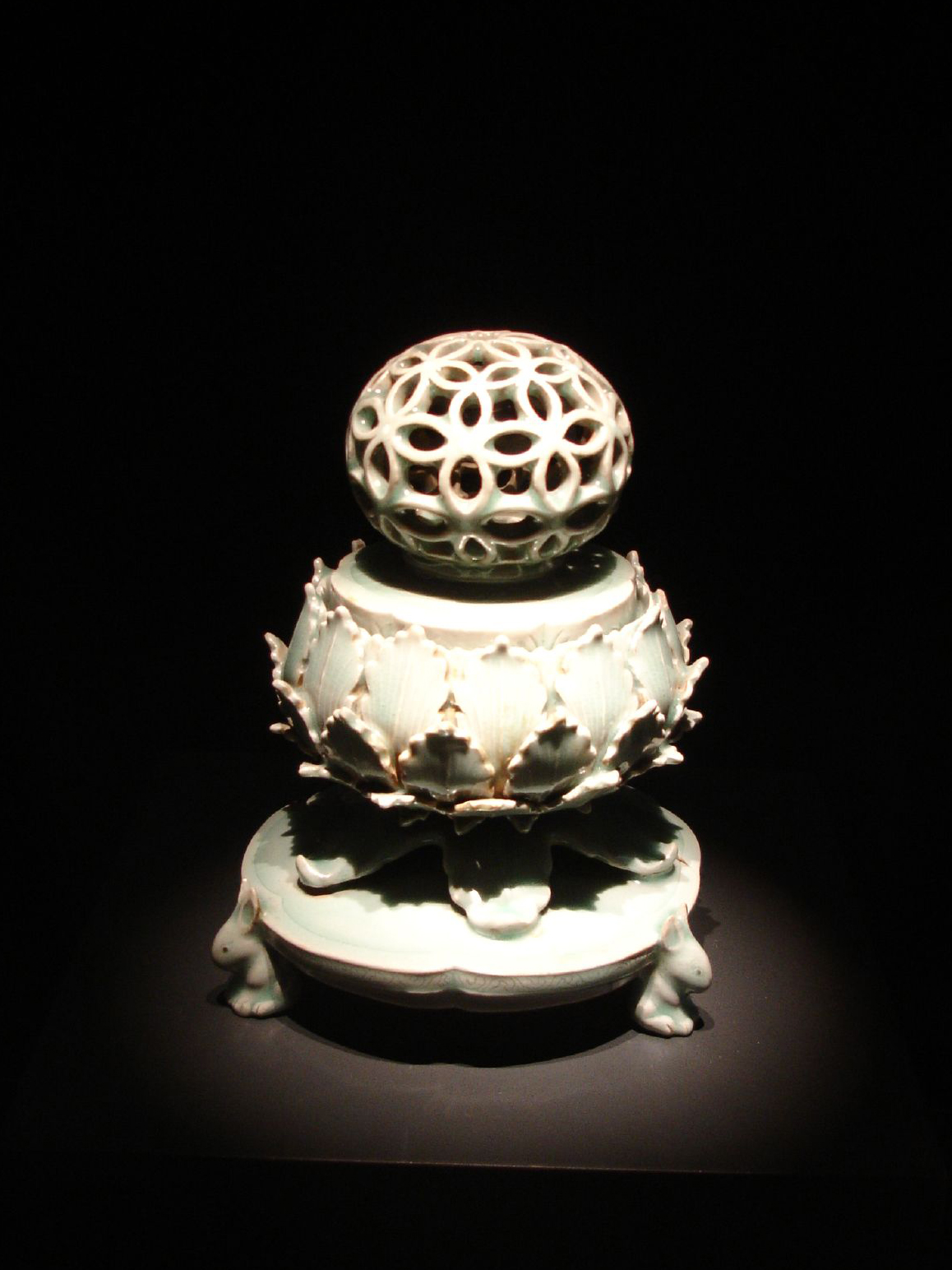
高丽青瓷
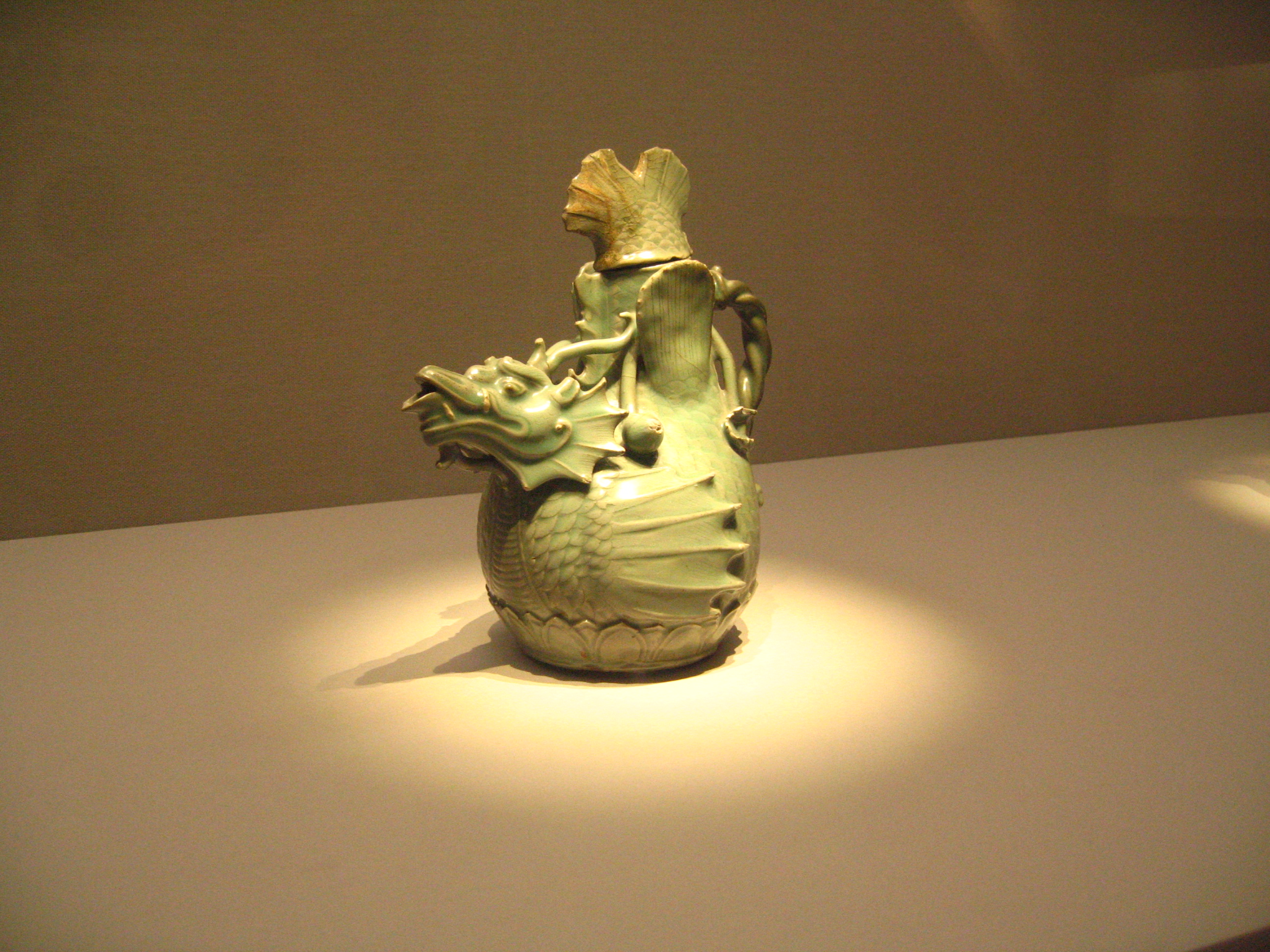
高丽青瓷
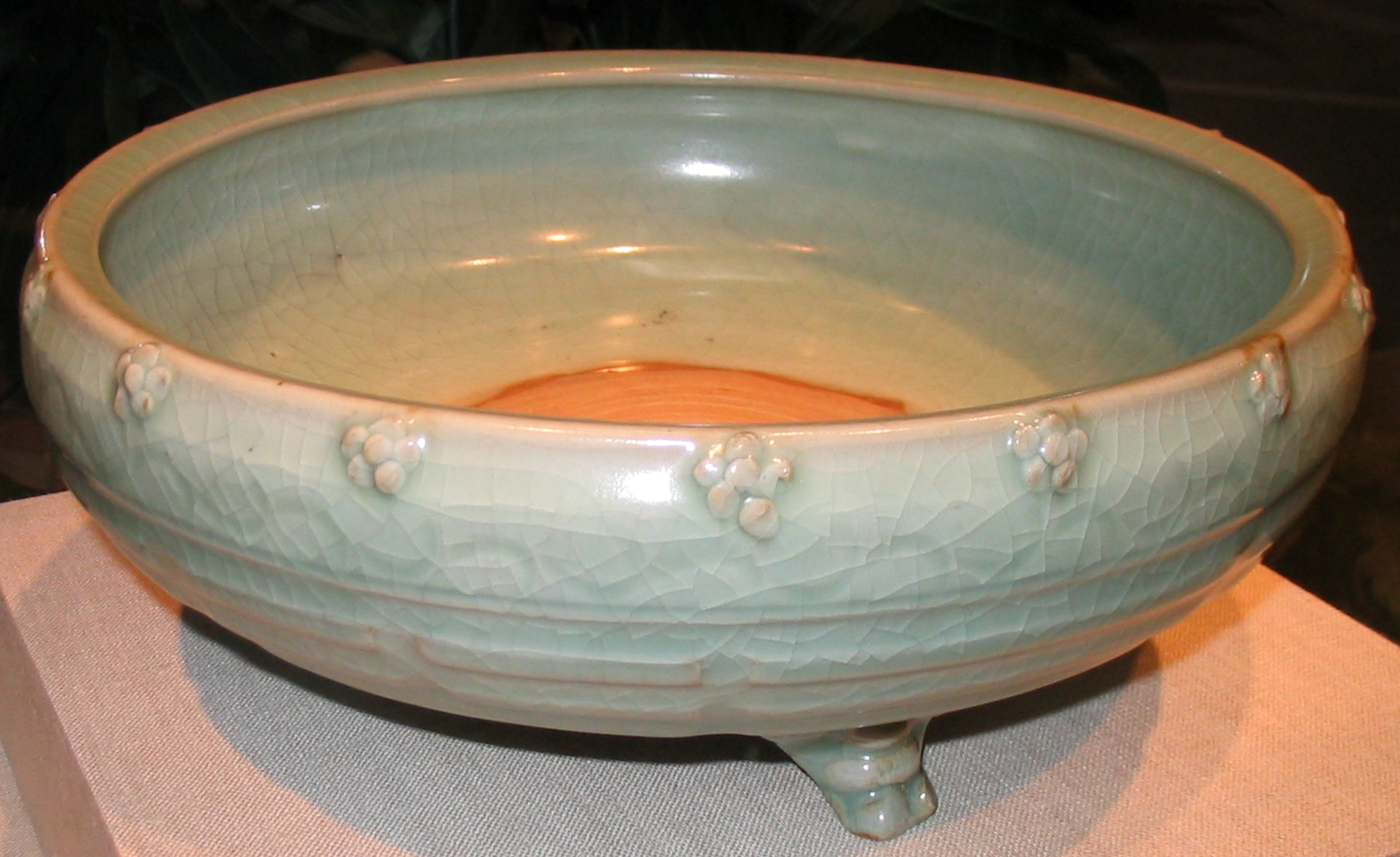
明代青瓷

## 相關參見
- 高丽青瓷